# Telia Eesti
Telia Eesti AS este compania națională de telecomunicații a Estoniei.